# Pfarrkirche Weitersfelden

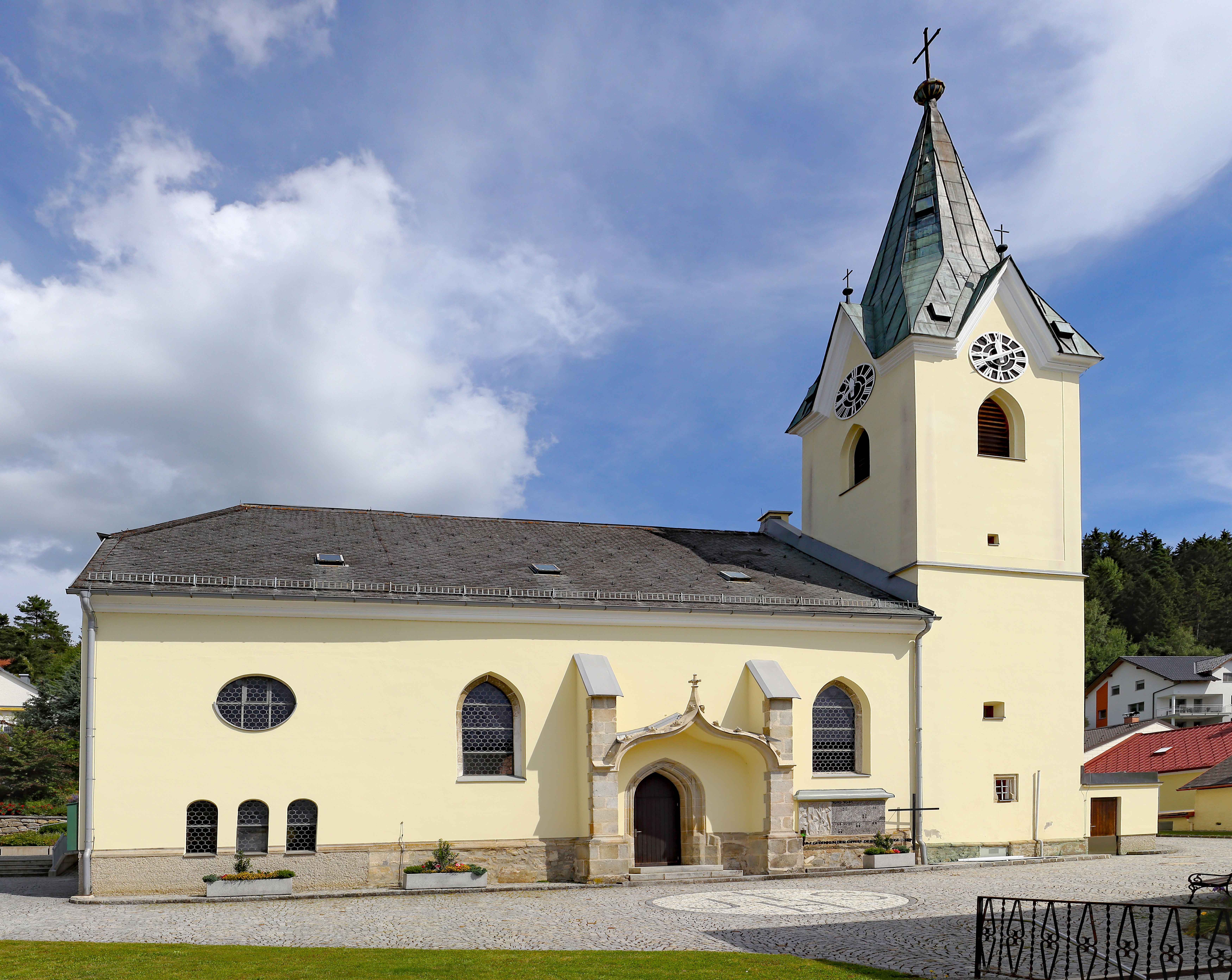
Pfarrkirche St. Ulrich, Weitersfelden

Die Pfarrkirche Weitersfelden steht im Ort Weitersfelden in der Marktgemeinde Weitersfelden im Mühlviertel in Oberösterreich. Die römisch-katholische Pfarrkirche hl. Ulrich gehört zum Dekanat Unterweißenbach in der Diözese Linz. Die Kirche steht unter Denkmalschutz.

## Geschichte
Um 1300 wird für den Standort der Kirche eine Holzkirche als herrschaftliche Eigenkirche zur Sicherung von Einfluss und Nutzungsrechten eines Grundherrn angenommen. Laut Oberösterreichischem Urkundenbuch erwarb Ulrich IV. von Capellen 1352 das Waldamt Weitersfelden. Ein Jahr später am 25. Juli 1353 kaufte er das „Gut zu Waydersfelden, das freyes Aigen ist mit allem was dazugehört, es sey Kirchlehen, Urbar, das Verlehnd-Gut, Wälder, Forst, Wißmath, Fischwayd, Gericht und Vogthey etc.“ Hier könnte also schon bedeutend früher als 1337 Rodungsarbeit geleistet worden sein, und das Kirchenlehen lässt auf eine schon bestehende Eigenkirche der Herrschaft Reichenstein schließen. Weitersfelden steht in den Lonsdorfer-Matrikeln bereits als Vollpfarre mit Tauf- und Begräbnisrecht, wurde laut Dehio aber wohl erst Vollpfarre auf Initiative der Kapeller.
Das von Dechant Frühwirt durch ein Festspiel gebrachte Pfarrgründungsdatum 1337 hält einer wissenschaftlichen Überprüfung nicht stand, sondern ist im Lichte der neuesten Forschungsergebnisse in einem völlig anderen Licht zu sehen. Weitersfelden erfüllte die vier Merkmale einer Vollpfarre bereits in den Lonsdorfer-Matrikeln: Eigene Kirche, einen eigenen Seelsorger, einen eigenen Pfarrsprengel und eine rechtliche Unabhängigkeit von einer anderen Pfarre. Die Lonsdorfer-Matrikel, das älteste erhalten Verzeichnis der Pfründen des ehemaligen Großbistums Passau, welches den Stand der zweiten Hälfte des 14. Jahrhunderts wiedergibt, reiht Weitersfelden bereits unter die Vollpfarren ein. Die Hypothesen von Rudolf Zinnhobler und Ludwig Riepl zur Entstehung der Pfarre Weitersfelden als herrschaftliche Eigenkirche sind durch diese Belege weitgehend gesichert. Beide glaubten nie, dass die Pfarre Weitersfelden eine Filialkirche der Mutterpfarre Naarn oder Gutau waren, wie etliche Historiker und Heimatforscher behaupteten.
Es gab 1706, 1784 und 1853 Ortsbrände, bei den die Kirche stets in Mitleidenschaft gezogen wurde. Erstmals findet sich eine einfache Skizze der Kirche mit Zwiebelturm 1718 in einem Regulierungsplan der Aist. Eine Kohlezeichnung aus 1886 zeigt die Kirche mit Spitzhelmturm.

## Kirchenbau
Die Kirche steht auf einer Terrainstufe nördlich des Straßenplatzes von Weitersfelden und war anfangs von einem Friedhof umgeben. Der Friedhof wurde 1801 in den Süden des Ortes verlegt. 1972 wurde die alte breite Freitreppe vom Straßenplatz zum Südportal der Kirche neu gestaltet und etwas schmäler gemacht. Die alte Freitreppe aus Granitstufen gab den Blick vom Marktplatz zum durchstäbten Spitzbogentor der Kirche frei. Dieses Haupteingangstor ist mit einer geschwungenen Übermauerung versehen, sodass ein geschützter Eingangsbereich entsteht. Im Volksmund wird dieses gemauerte Vordach als „Eselsrücken“ bezeichnet. Auf der alten breiteren Freitreppe wurden Theaterstücke wie „Jedermann“ und Historienspiele „Weitersfelden zur Gründungszeit“, „Ritter Haym der Bauernschinder“ und zeitgeschichtliche Theaterstücke aufgeführt.
Der Chor ist aus der Mitte des 14. Jahrhunderts. Die Langhausmauern im Norden, Westen und Osten beinhalten Reste eines Vorgängerbaues. Der grundlegende Umbau des damit quadratischen Langhauses durch eine Erweiterung nach Süden erfolgte um 1500. Das spätgotische Langhaus als annähernd quadratischer zweijochiger zweischiffiger Raum mit zentrierendem Sternrippengewölbe über einer mittigen Stütze, seit 1971/72 Betonstütze, ist für das Mühlviertel bemerkenswert singulär. Der Kirchturm aus dem 14. Jahrhundert wurde im Ende des 19. Jahrhunderts im oberen Bereich erneuert. Von 1971 bis 1972 wurde nach den Plänen des Architekten Anton Zemann das Langhauses nach Westen erweitert und eine Sakristei angebaut. Der zum Langhaus gleich breite westliche Zubau erforderte die Auflösung der westlichen Langhauswand, wobei nun zwei Pfeiler in Endpunkten des Sternrippengewölbes stehen und im mittleren Bereich ab der Höhe der Empore die historische Westwand erhalten wurde. Der spätgotische Triumphbogen als Verbindung vom Langhaus zum Chor ist aufgrund der Erweiterung des Langhauses nach Süden nun asymmetrisch situiert. Der einjochige Chor mit Fünfachtelschluss ist mit zwei runden Schlusssteinen kreuzrippengewölbt und im Polygon mit Stichkappen barockisiert. Der Turm mit einem Aufbau aus zwei Zonen steht in der südlichen Ecke von Langhaus und Chor. Östlich des Turmes und südlich des Chores steht der Sakristeianbau, analog dem Chor mit polygonalem Abschluss.

## Einrichtung
Die neogotische Einrichtung aus 1878 wurde im Jahre 1933 wieder entfernt und teilweise in der Kapelle in Knaußer eingebaut. Der neugotische Holzaltar befindet sich seit 1937 in der Kammererkapelle in Liebenstein. Die Einrichtung wurde 1933 im Stil des Barock erneuert. Weitersfelden war eine der ersten Pfarren, die in den Jahren von 1933 bis 1936 die sogenannte Brettlgotik entfernte. Dechant Franz Frühwirth trug aus der ganzen Diözese barocke Heiligenfiguren zusammen und gestaltet mit dem Bildhauer Artur Rauch den Hochaltar als barocke Bilderwand, die bis zur Generalsanierung der Pfarrkirche im Jahre 1972 unverändert blieb.
1972 wurde nach der Verlängerung des Kirchenschiffes die Einrichtung der Pfarrkirche neu gestaltet. Orgel und Chor wurden in den Anbau zurückverlegt und damit der gotische Feierraum freigelegt. Die Altarbilderwand aus dem Jahre 1933 wurde bis auf den Altartisch mit Tabernakel nicht mehr aufgebaut. Die Statue des ersten Kirchenpatrons Hl. Ulrich und des zweiten Kirchenpatrons Hl. Martin stammen aus dem 18. Jahrhundert und wurden – restauriert – im Altarraum angebracht.
An der Nordwand finden wir den Hl. Leopold und den Hl. Christophorus, an der Südwand die Heiligen Heinrich und Florian aus dem Jahre 1789. Der Gemeindechronist und Gemeindearchivar Ludwig Riepl erforschte die genauere Herkunft der Statuen. So manch interessantes Detail kam dabei an das Tageslicht. Die Figuren des Hl. Leopold und die äußerst seltene Figur des Hl. Heinrich stammen aus dem Sommerrefektorium des Stiftes Schlägel. Sie sollen dort um 1750 zu einer Dreikönigsgruppe gehört haben. Dechant Frühwirth ließ vom Bildhauer Rauch aus Altmünster aus den Dreikönigsfiguren einen Hl. Leopold und einen Hl. Heinrich gestalten. Die seltene Figur des Hl. Heinrich finden wir deshalb in der Pfarrkirche Weitersfelden, weil der Kaplan Heinrich Koller und der damalige Bürgermeister von Weitersfelden, Heinrich Reknagel, diese Figur finanzierten. Dechant Frühwirth brauchte nämlich für die barocke Bilderwand noch unbedingt eine vierte Heiligenfigur.
Der barocke Marienaltar wurde gründlich restauriert. Die Madonna mit Kind (Mitte 18. Jhd.) wird von den wesentlich kleineren Statuen des Hl. Sebastian (1680) diese und Hl. Rochus oder Jakobus flankiert.

Brixiusbild

Der zweite und linke Seitenaltar war früher dem zweiten Kirchenpatron, dem Hl. Martin geweiht. Irrtümlicherweise wird er daher noch heute als Martinialtar bezeichnet und der Hl. Martin auf dem Altarbild vermutet. Es ist aber ein Brixiusbild aus der ehemaligen Schlosskapelle von Harrachstal, das damals Brixenthal genannt wurde. Das Bild wurde 1734 von Wolfgang Andreas Heindl gemalt. Ein dazu passendes Aufsatzbild der Hl. Dreifaltigkeit befindet sich im Pfarrhof. Freiherr Johann Georg Adam von Hoheneck hatte zwei Söhne (Leo und Brix) und für die Schlosskapelle daher ein Altarbild mit dem Hl. Brixius anfertigen lassen. Freiherr Brix von Hoheneck musste 1769 allerdings die Herrschaft Brixenthal an die Grafen Harrach verkaufen, die Brixenthal zum heutigen Harrachstal machten.
Als die kleine Statue des Hl. Antonius (ca. 1750) beim Choraufgang der Hl. Elisabeth (Beginn 18. Jhd.) weichen musste, wurde sie an der Südwand neu positioniert. An der Südwand finden wir oberhalb des Haupteinganges eine plastische Herz-Jesu Darstellung (Halbfigur Herz Jesu im Strahlenkranz) aus dem Jahre 1780. Die Brüstung der Empore schmücken die vier Evangelisten von Josef Neudecker (1885), die von der Barockkanzel stammen.
Die letzte Innen- und Außenrenovierung der Weitersfeldner Pfarrkirche zum Heiligen Ulrich wurde 2012 abgeschlossen. Bischof Ludwig Schwarz segnete die Kirche und den völlig neu gestalteten Kirchenplatz. Die Dombauhütte Linz renovierte  fachgerecht das sehenswerte Südportal aus dem Jahre 1480. Die barocke Kircheneinrichtung wurde 2015 wegen Holzwurmbefall chemisch behandelt.